# Quim Torra
Joaquim „Quim” Torra i Pla (ur. 28 grudnia 1962 w Blanes) – hiszpański adwokat, dziennikarz i polityk narodowości katalońskiej.

## Życiorys
Urodzony 28 grudnia 1962 r. w Blanes na Costa Brava. Ukończył prawo na Uniwersytecie Barcelońskim. W latach 1987–2007 pracował w firmie ubezpieczeniowej Winthertur. W 2008 roku założył wydawnictwo A Contra Vent. W 2009 roku otrzymał nagrodę Carles Rahola d'Assaig Award. Do 2015 r. był dyrektorem centrum kultury w Barcelonie, a do października 2017 r. kierował Centrum Studiów Problemów Współczesnych przy katalońskim rządzie autonomicznym. W maju 2018 r. głosami Razem dla Katalonii i Republikańskiej Lewicy Katalonii (66 deputowanych poparło jego kandydaturę, 65 było przeciw a 4 się wstrzymało) został wybrany na szefa samorządu Katalonii. Tuż po głosowaniu jasno poparł separatystyczne dążenia Katalonii mówiąc: „Utworzymy Republikę Katalonii” oraz „Będziemy wierni mandatowi referendum niepodległościowego z 1 października: zbudowaniu niezależnego państwa, republiki”. 28 września 2020 został zawieszony w wykonywaniu obowiązków wyrokiem Sądu Najwyższego Hiszpanii, który pozbawił go możliwości pełnienia funkcji państwowych przez 1,5 roku (zastąpił go Pere Aragonès); skutkiem tej decyzji były masowe protesty na ulicach Barcelony. 16 marca 2020 roku w swoim publicznym wystąpieniu ogłosił, że uzyskał pozytywny wynik testu na obecność koronawirusa SARS-CoV-2.